# 24e gala des prix Félix
Les lauréats des prix Félix en 2002, artistes québécois œuvrant dans l'industrie de la chanson, ont reçu leurs récompenses à l'occasion du vingt-quatrième Gala de l'ADISQ, animé par Guy A. Lepage et qui eut lieu le 27 octobre 2002.

## Interprète masculin de l'année
- Garou, Daniel Bélanger

Autres nommés : Daniel Boucher, Sylvain Cossette, Martin Deschamps, Éric Lapointe, Mario Pelchat.

## Interprète féminine de l'année
- Isabelle Boulay

Autres nommées : Luce Dufault, Lynda Lemay, Claire Pelletier, Natasha St-Pier, Marie-Chantal Toupin, Mara Tremblay.

## Révélation de l'année
- Mélanie Renaud

Autres nommés : Jean-François Breau, Véronic DiCaire, Dumas, Laurent Paquin.

## Groupe de l'année
- les Respectables

Autres nommés : la Chicane, les Cowboys fringants, Mes Aïeux, Yelo Molo.

## Auteur-compositeur de l'année
- Pierre Flynn

Autres nommés : Daniel Bélanger, Robert Charlebois, Yannick Rieu, Mara Tremblay.

## Artiste s'étant le plus illustré hors Québec
- Garou

Autres nommés : Isabelle Boulay, Jorane, Lynda Lemay, Natasha St-Pier.

## Artiste s'étant illustré dans une langue autre que le français
- Céline Dion

Autres nommés : Fredric Gary Comeau, Montreal Jubilation Gospel Choir (en), Susie Arioli Swing Band, Bob Walsh.

## Artiste de la francophonie s'étant le plus illustré au Québec
- Charles Aznavour

Autres nommés : Bïa, Lorie, Noir Désir, Yann Tiersen.

## Chanson populaire de l'année
- Je n'ai que mon âme de Natasha St-Pier

Autres nommées: Rêver mieux de Daniel Bélanger, Chez nous de Daniel Boucher, Jamais assez loin de Isabelle Boulay, Pas besoin de frapper de Sylvain Cossette, Sous le vent de Garou et Céline Dion, Rock with me de Lulu Hugues, Tu m'manques de la Chicane, Qu'est-ce que ça peut ben faire? d'Éric Lapointe, Caliente de Kevin Parent.

## Album le plus vendu
- Rêver mieux de Daniel Bélanger

Autres nommés : Mieux qu'ici-bas d'Isabelle Boulay, Rendez-vous de Sylvain Cossette, Les vents ont changé de Kevin Parent, Je n'ai que mon âme de Natasha St-Pier.

## Album pop de l'année
- Rendez-vous de Sylvain Cossette

Autres nommés : Nue de Lara Fabian, Les lettres rouges de Lynda Lemay, Les belles chansons de mariage de Patrick Norman, De l'amour le mieux de Natasha St-Pier.

## Album rock de l'année
- Adrénaline d'Éric Lapointe

Autres nommés : Différent de Martin Deschamps, Félix Leclerc en colère de Pierre Harel et Corbach, Hépatite B d'Hépatite B, Snooze de Yelo Molo.

## Album pop-rock de l'année
- Rêver mieux de Daniel Bélanger

Autres nommés : Au-delà des mots de Luce Dufault, Seul... avec vous de Garou, ...et j'espère de Laurence Jalbert, Les vents ont changé de Kevin Parent.

## Album alternatif de l'année
- Break syndical des Cowboys fringants

## Album folk contemporain de l'année
- Doux sauvage de Robert Charlebois

## Album jazz de l'année
- Versant jazz - Live au Lion d'Or de Sylvain Lelièvre

## Album traditionnel de l'année
- Cordia de la Bottine Souriante

## Album musique électronique de l'année
- Jérôme Minière présente Herri Kopter de Jérôme Minière

## Album jeunesse de l'année
- Ma p'tite poupoune de Shilvi

## Album instrumental de l'année
- Histoires rêvées d'André Gagnon

## Album hip-hop de l'année
- Influences de Dubmatique

## Album country de l'année
- Chansons du patrimoine - volume 1 de Georges Hamel

Autres nommée : Tout simplement country de Pier Béland

## Album Humour de l'année
- Grandes Gueules - Le Disque des Grandes Gueules

Autres nommés : La bulle à Réal - tome 2 de Réal Béland, Les meilleures capsules humoristiques de Michel Beaudry, Live en studio de Crampe en Masse, On chante toujours mieus dans not'char des Mecs comiques

## Spectacle de l'année - auteur-compositeur-interprète
- Rêver mieux de Daniel Bélanger

Autres nommés : Rendez-vous de Sylvain Cossette, Cordialement vôtre de la Bottine Souriante, Adrénaline d'Éric Lapointe, L'événement capoté de Yelo Molo.

## Spectacle de l'année - interprète
- Seul... avec vous de Garou

Autres nommés : Et cetera de Gabrielle Destroismaisons, Au-delà des mots de Luce Dufault, Sous influences de Diane Dufresne, Marie-Chantal Toupin de Marie-Chantal Toupin.

## Spectacle de l'année - humour
- LIse Dion en tournée de Lise Dion

Autres nommés : MD3 de Marc Dupré, Lévesque et Turcotte sous observation de Dominique Lévesque et Dany Turcotte, François Morency de François Morency, Première impression de Laurent Paquin.

## Vidéoclip de l'année
- Le poète des temps gris de Daniel Boucher et Qu'est-ce que ça peut bien faire ? d'Éric Lapointe

Autres nommés : Galileo de Claire Pelletier, Mieux qu'ici-bas d'Isabelle Boulay, Miss Ecstasy de Dumas, Sous le vent de Garou et Céline Dion

## Hommage
- Plume Latraverse

## Source
Gala de l'ADISQ 2002